# Stoborough Green
Stoborough Green – wieś w Anglii, w hrabstwie Dorset, w dystrykcie (unitary authority) Dorset. Leży 23 km na wschód od miasta Dorchester i 168 km na południowy zachód od Londynu.